# Kiskelecsény
Kiskelecsény (1899-ig Kis-Kolacsin, szlovákul: Malý Kolačín) Újtölgyes városrésze, egykor önálló község Szlovákiában, a Trencséni kerületben, az Illavai járásban.

## Fekvése
Újtölgyes központjától 1 km-re keletre fekszik.

## Története
1255-ben „Kelechyn” néven említik először.
A 18. század végén Vályi András így ír róla: „Nagy, és Kis Kolacsin. Két tót falu Trentsén Várm. Kis Kolacsinnak földes Ura Prileczky Uraság, amannak pedig G. Illésházy Uraság, fekszenek Dubniczához közel, határbéli földgyeik jó termékenységűek, vagyonnaik külömbfélék, eladásra alkalmatos módgyok van.”
Fényes Elek 1851-ben kiadott geográfiai szótárában így ír a faluról: „Kis-Kolacsin, Trencsén m. tót falu, 133 kath., 5 zsidó lak.”
1910-ben 90, túlnyomórészt szlovák anyanyelvű lakosa volt. A trianoni békéig Trencsén vármegye Illavai járásához tartozott.
1953-ban csatolták Újtölgyeshez.

## Külső hivatkozások
- Kiskelecsény Szlovákia térképén

## Lásd még
- Újtölgyes
- Nagykelecsény